# Tignale
Tignale là một đô thị thuộc tỉnh Brescia trong vùng Lombardia ở Ý. Đô thị này có diện tích 48 km², dân số 1270 người.
Đô thị này có các làng sau: Gardola (sede comunale), Aer, Oldesio, Olzano Piovere, Prabione.
Đô thị này giáp với các đô thị sau: Brenzone, Gargnano, Magasa, Malcesine, Tremosine, Valvestino.